# Gopherus berlandieri
Gopherus berlandieri és una tortuga nativa del nord de Mèxic i del sud de Texas, habitant principalment a Mèxic: Coahuila de Zaragoza, Nuevo León i Tamaulipas. Forma part del gènere Gopherus de la família Testudinidae.
Es caracteritza per tenir una cuirassa molt bombada, gairebé tan llarga com ampla, de color marró fosc, amb el centre dels escuts de color marró ataronjat gairebé groguenc en espècimens joves. Els anells de creixements en aquesta espècie són molt marcats.
El mascle en la majoria dels casos sol ser més gran i la seva cua és més llarga i ampla.